# شیشه آتشفشانی

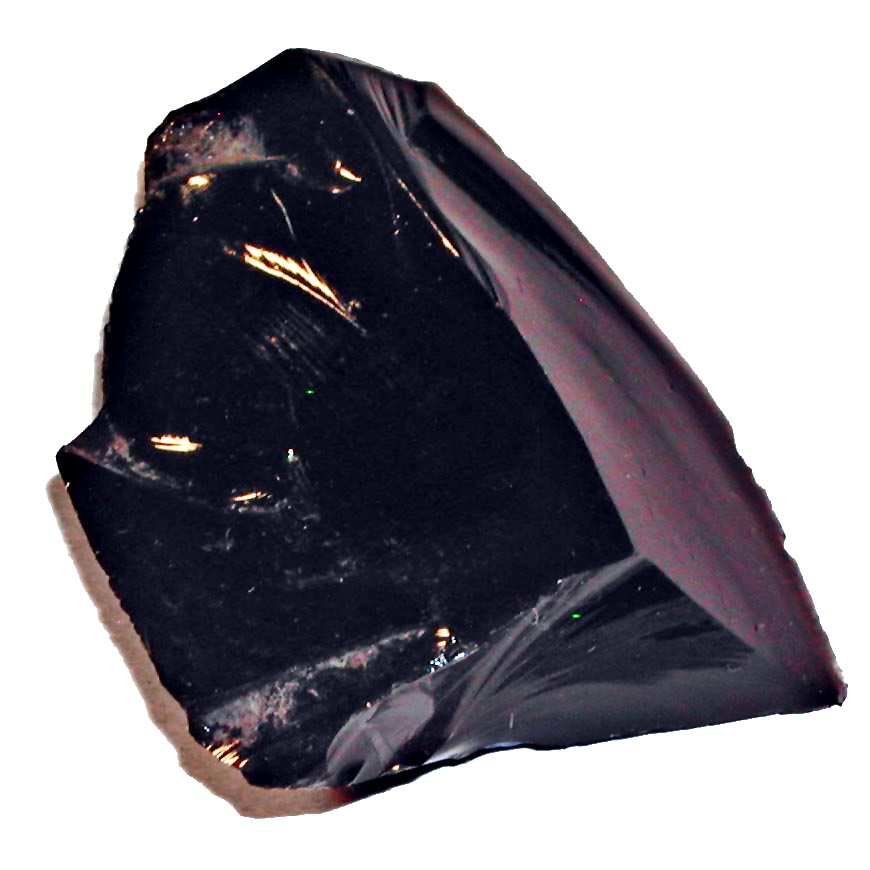
شیشه آتشفشانی

شیشهٔ آتشفشانی یک جامد آمورف (بلوری نشده) است که محصول سردشدن سریع تَفتال‌های آتشفشانی است. مانند همهٔ گونه‌های شیشه، یک حالت ماده میان بلور منظم آرایش یافته و گاز بسیار نامنظم آرایش یافته است. شیشهٔ آتشفشانی می‌تواند برای اشاره به بافت ماده در یک سنگ آتشفشانی ناویدا (دانه ریز) یا هرگونه سنگ آذرین شیشه‌ای باشد. اما در بیشتر موارد برای اشاره به ابسیدین یا یک شیشهٔ ریولیتی که سرشار از محتوای سیلیسیم دی‌اکسید است بکار می‌رود.
دیگر گونه‌های شیشهٔ آتشفشانی عبارتند از:
- سنگ پا، که شیشه دانسته می‌شود چون هیچ ساختار بلوری در خود ندارد.
- اشک‌های آپاچی، گونه‌ای ابسیدین گره‌ای
- تاشیلیت، یک گونهٔ شیشه‌ای بازالتی که محتوی سیلیسی نسبتاً کمی دارد.
- سیدروملان، یک گونهٔ کمتر دیده شدهٔ تاشیلیت
- پالاگونیت، یک گونهٔ شیشه‌ای بازالتی که محتوی سیلیسی نسبتاً کمی دارد.
- هیالوکلاستیت
- موی پله، رگه‌ها یا رشته‌هایی از شیشهٔ آتشفشانی که معمولاً بازالتی است.
- اشک‌های پله، شیشه‌های آتشفشانی اشک مانند که معمولاً بازالتی است.
- لیمو او پله (علف دریایی پله) صفحه‌های نازک و پوسته‌های سبز-قهوه‌ای تا نزدیک به شفاف شیشهٔ آتشفشانی که معمولاً بازالتی است.